# Площа Джозефа Конрада
Площа Джозефа Конрада (англ. Joseph Conrad Square) — невелика трикутна площа на Колумбус-авеню та Біч-стріт поруч Рибацької пристані в Сан-Франциско, Каліфорнія. Названа на честь англійського письменника польського походження Джозефа Конрада.

## Історія
На честь романіста Джозефа Конрада спочатку назвали парк, який був освячений у 1971 році мером міста Джозефом Аліото. Ініціювала створення партку, а згодом і площі Ванда Томчиковська, президент Польського фонду мистецтв і культури. 
Спочатку планували в парку встановити бронзовий бюст Конрада 1924 року Джейкоба Епштейна. Проте побоюючись можливого вандалізму, вирішили залишити бюст в Морському музеї Сан-Франциско. 

## Галерея

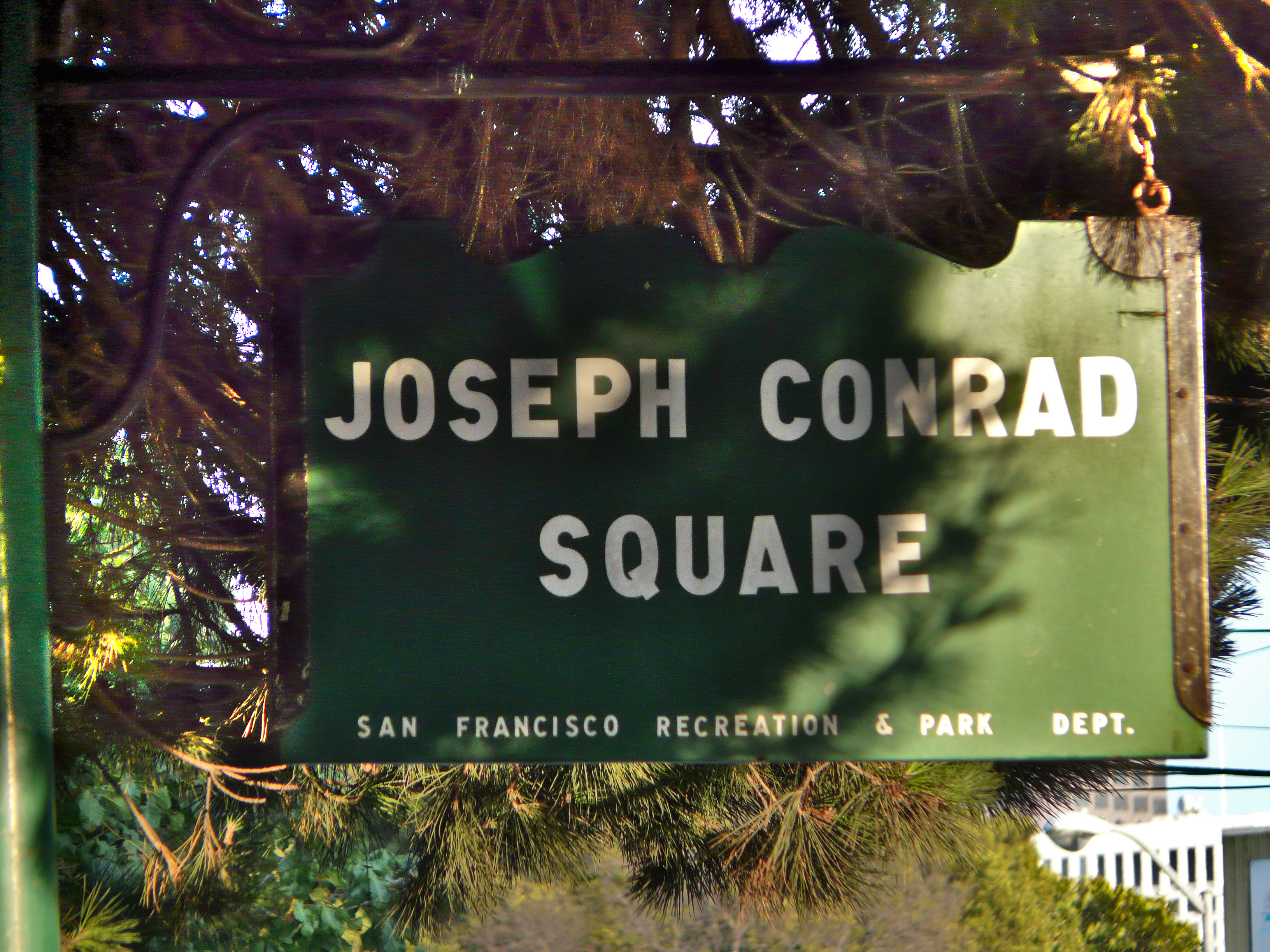
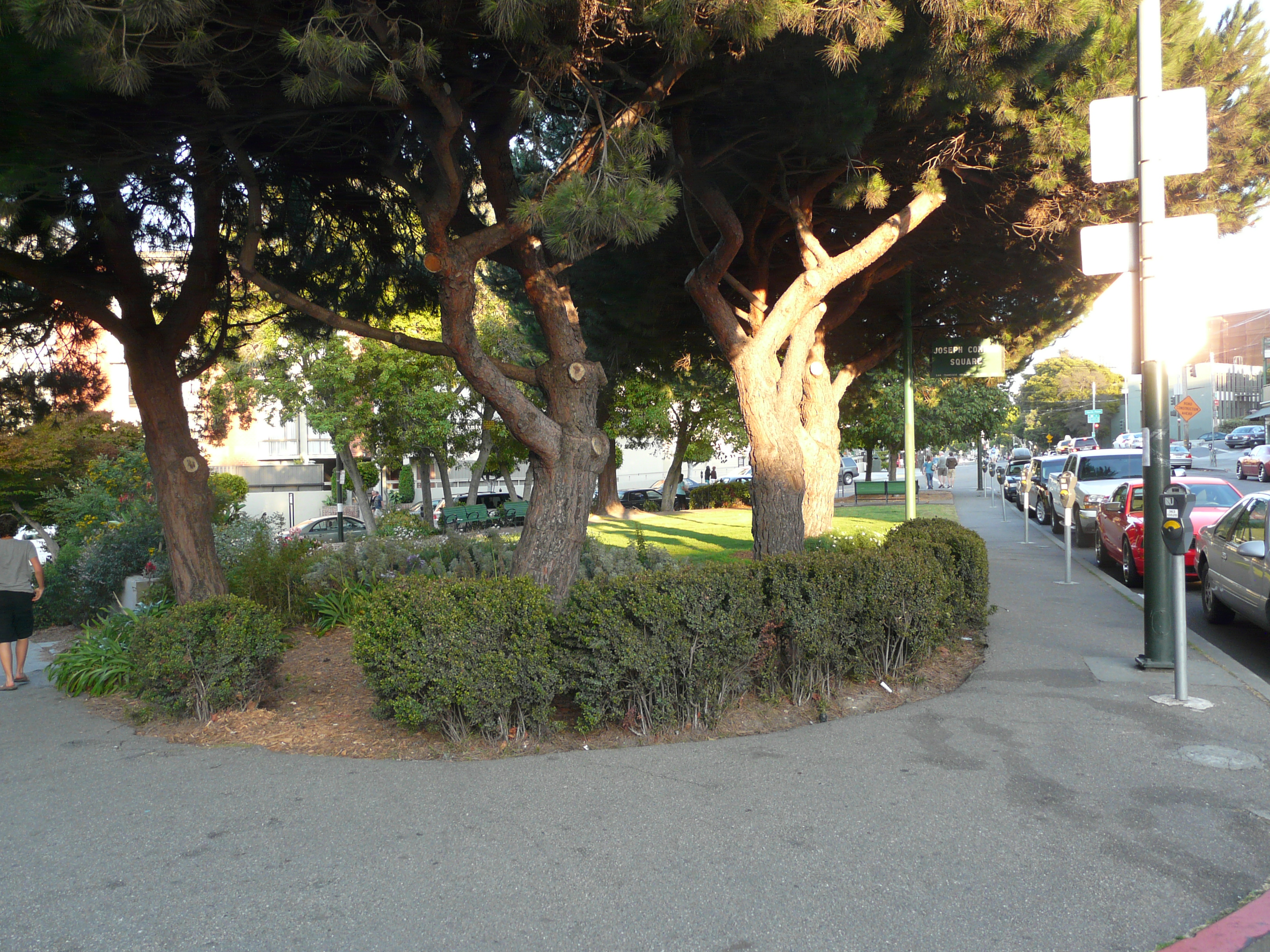
Площа Джозефа Конрада
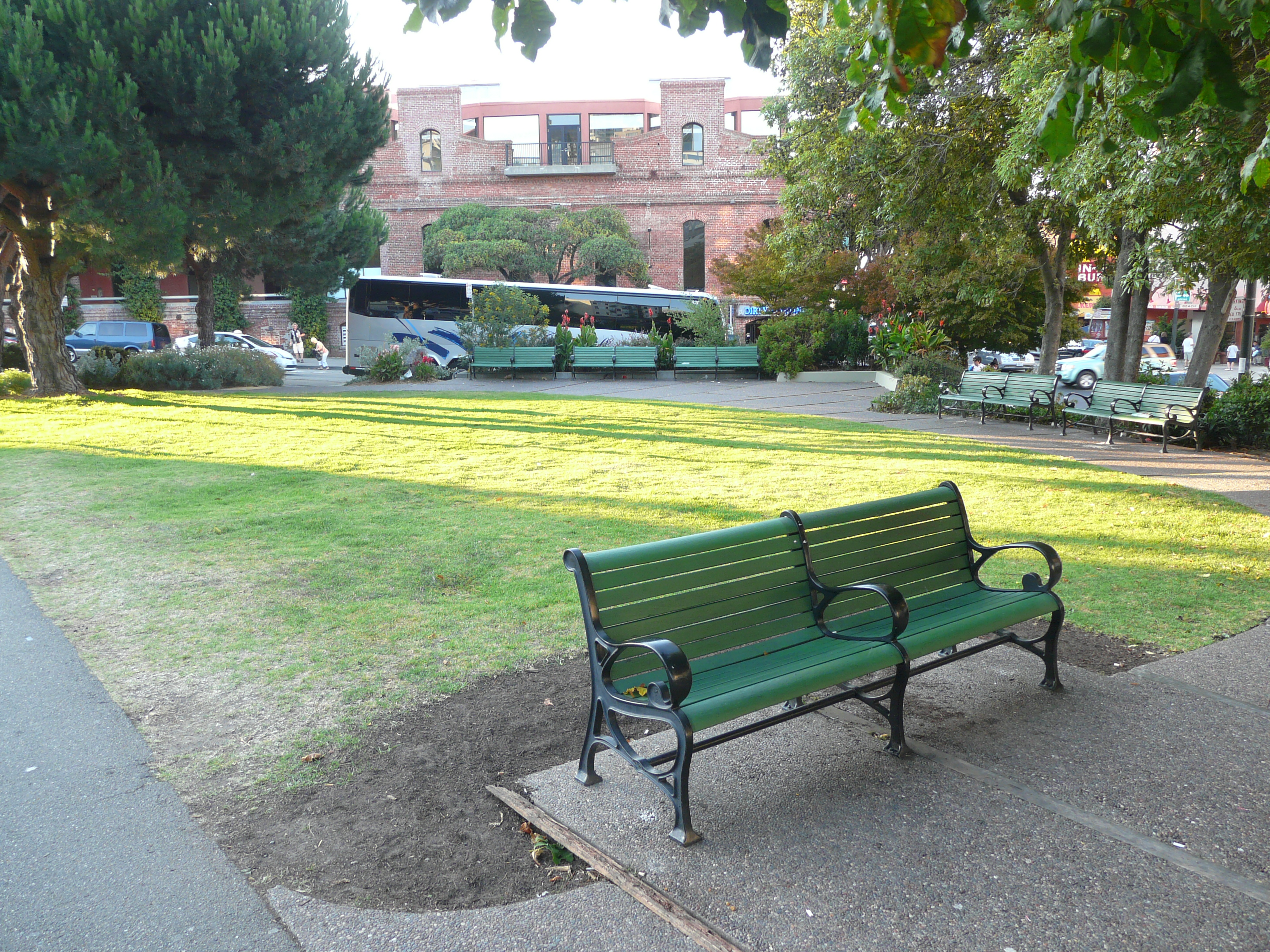
Площа Джозефа Конрада